# Jean-Sébastien de Barral
Pour les articles homonymes, voir Famille de Barral et Barral.
Jean-Sébastien de Barral (1710 - 1773), est un prélat français du XVIIIe siècle, évêque de Castres.

## Biographie
Il est un des fils de Joseph de Barral, président à mortier du Parlement de Grenoble, et Marie Françoise Blondel, il est aussi le beau-frère de Jean-Emmanuel Guignard de Saint-Priest.
Jean-Sébastien de Barral nait le 15 octobre 1710 à Grenoble. Tout comme son jeune frère Claude-Mathias-Joseph de Barral, il se destine à l'Église. Il réalise alors ses études à Grenoble puis à Paris, où il obtient un doctorat en théologie au collège de Navarre.
En 1739, au sortir de ses études, il est nommé vicaire général de l'archevêque de Vienne, puis abbé-comte d'Aurillac en 1745. Nommé le 1er juillet 1752 pour être le 33e évêque de Castres, il n'est sacré que le 17 décembre 1752. Progressiste, il incite à la variolisation, et aide le développement du diocèse de Castres, encore bien pauvre. Pour cela, il met en place la culture de la pomme de terre, ainsi que l'élevage du ver à soie. De plus, il fonde des hôpitaux et met en place un enseignement gratuit.
En juin 1757, après l'attentat de Robert-François Damiens sur Louis XV, qui n'en ressort que peu blessé, Jean-Sébastien de Barral qualifie l'acte de « simple accident », ce qui le rendra célèbre. De plus, il est aussi connu pour ses prises de positions de tolérance religieuse, en plaidant auprès de son beau-frère intendant du Languedoc, Jean-Emmanuel Guignard de Saint-Priest pour qu'il fasse libérer les protestants condamnés aux galères. Malgré cela, il sera accusé (à tort) en 1762, d'avoir participé à l'affaire Sirven, affaire d'intolérance religieuse dans laquelle s'impliquera Voltaire. 
Il embellira grandement le patrimoine religieux de Castres, que ce soit le palais épiscopal de Castres ou l'église Saint-Jacques de Villegoudou (avec des tableaux de Charles Natoire). De plus, il fait peindre une fresque représentant ses armes (celles des Chambarran et des comtes d'Allevard) dans la cathédrale Saint-Benoit. Il occupe le siège d'évêque de Castres jusqu'à sa mort, le 16 juillet 1773 à Castres.
Il a donné son nom à un groupe scolaire de l'enseignement privé sous contrat (école, collège et lycée) de Castres.

### Sources et bibliographie
- Anacharsis Combes, Étude historique sur Jean-Sébastien de Barral, évêque de Castres, 1752-1773, Castres, chez Mme Veuve Challiol, 1843 (lire en ligne)
- Edmond de Rivières (Baron), « Inventaire du mobilier de Jean-Sébastien de Barral », Revue historique, scientifique et littéraire du département du Tarn, vol. 22, no 1,‎ janvier-février 1897, p. 43-55 (ISSN 1141-1228, lire en ligne).
- Armand Jean, Les évêques et les archevêques de France depuis 1682 jusqu'à 1801, Alphonse Picard, 1891 (lire en ligne), p. 9
- François-Alexandre de La Chenaye-Aubert, Dictionnaire généalogique, héraldique, chronologique et historique, Duchesne, 1757 (lire en ligne), p. 166